# Parki narodowe w Argentynie
Parki narodowe w Argentynie – obszary prawnie chronione na terenie Argentyny, reprezentatywne dla regionu zoogeograficznego i wyróżniające się szczególnymi wartościami przyrodniczymi lub szczególnie atrakcyjne dla badań naukowych.
W Argentynie znajduje się 38 parków narodowych, które obejmują 48 obszarów chronionych o łącznej powierzchni 14 778 417 ha (stan na 1 lipca 2022 roku). Wszystkie parki zarządzane są przez Administración de Parques Nacionales.

## Historia
Historia parków narodowych w Argentynie sięga 1903 roku, kiedy to argentyński badacz przyrody Francisco Moreno (1852–1919) podarował 75 km² ziemi u stóp Andów na zachód od jeziora Nahuel Huapí w celu utworzenia tu parku narodowego. Obszar ten stał się zalążkiem większego obszaru chronionego wokół San Carlos de Bariloche – 17 stycznia 1907 roku oryginalny teren został rozszerzony do 43 tys. h na mocy dekretu prezydenta Argentyny José Figueroy Alcorty (1860–1931). Pierwszy park narodowy – Parque Nacional del Sud (pol. „Park Narodowy Południa”) – został utworzony 8 kwietnia 1922 roku dekretem prezydenta Hipólito Yrigoyena (1852–1933).
30 września 1934 roku uchwalono ustawę nr 12.103, która dała podstawę prawną do tworzenia krajowych obszarów chronionych. Na mocy ustawy powstała Generalna Administracja Parków Narodowych i Turystyki. Parque Nacional del Sud został przekształcony w dwa parki narodowe: Park Narodowy Iguazú i Park Narodowy Nahuel Huapi. Argentyna była trzecim krajem w Ameryce, po Stanach Zjednoczonych i Kanadzie, który ustanowił parki narodowe.
We wrześniu 1936 roku rząd sporządził projekt kolejnych siedmiu parków narodowych, które utworzono przed 1945 rokiem. W tym samym roku powstał również Park Narodowy Laguna Blanca. Do 1970 roku ustanowiono kolejne sześć parków. W latach 70. XX w. utworzono kolejne pięć parków.
W grudniu 1980 roku uchwalono ustawę 22.531, obowiązującą do dzisiaj (stan na styczeń 2019), która znowelizowała prawo o ochronie parków narodowych. Według ustawy, parki narodowe to obszary prawnie chronione na terenie Argentyny, reprezentatywne dla regionu zoogeograficznego i wyróżniające się szczególnymi wartościami przyrodniczymi lub szczególnie atrakcyjne dla badań naukowych.
W latach 80. XX w. nie utworzono żadnego nowego parku narodowego; natomiast dwa zostały wpisane listę światowego dziedzictwa UNESCO – Park Narodowy Los Glaciares (1981) i Park Narodowy Iguazú (1985).
W latach 90. XX w. powstało sześć parków narodowych. Kolejne osiem utworzono w latach 2000–2010. W roku 2000 na listę światowego dziedzictwa UNESCO wpisano Park Narodowy Talampaya, a w 2017 roku także Park Narodowy Los Alerces.

## Parki narodowe
Poniższa tabela przedstawia argentyńskie parki narodowe:
Nazwa parku narodowego – polska nazwa wraz z nazwą w języku hiszpańskim;
 Rok utworzenia – rok utworzenia parku;
Powierzchnia – powierzchnia parku w km²;
Położenie – prowincja;
Uwagi – informacje na temat statusu rezerwatu biosfery UNESCO, posiadanych certyfikatów, przyznanych nagród i wyróżnień międzynarodowych itp.
| Lp. | Zdjęcie | Nazwa parku narodowego                                                                            | Rok utworzenia | Powierzchnia (km²) | Położenie                                                 | Uwagi                                                                                |
| --- | ------- | ------------------------------------------------------------------------------------------------- | -------------- | ------------------ | --------------------------------------------------------- | ------------------------------------------------------------------------------------ |
| 1.  |         | Park Narodowy Aconquija Parque nacional Aconquija                                                 | 1995           | 762,07             | Tucumán                                                   |                                                                                      |
| 2.  |         | Park Narodowy Ansenuza Parque nacional Ansenuza                                                   | 2022           | 6614,16            | Córdoba                                                   | Rezerwat biosfery UNESCO, wpisany na listę konwencji ramsarskiej, Ostoja ptaków IBA  |
| 3.  |         | Park Narodowy Baritú Parque nacional Baritú                                                       | 1974           | 724, 39            | Salta                                                     | Ostoja ptaków IBA                                                                    |
| 4.  |         | Park Narodowy Bosques Petrificados de Jaramillo Parque nacional Bosques Petrificados de Jaramillo | 2012           | 635,43             | Santa Cruz                                                |                                                                                      |
| 5.  |         | Park Narodowy Calilegua Parque nacional Calilegua                                                 | 1979           | 763,06             | Jujuy                                                     | Ostoja ptaków IBA                                                                    |
| 6.  |         | Park Narodowy Campos del Tuyú Parque nacional Campos del Tuyú                                     | 2009           | 30,4               | Buenos Aires                                              | Wpisany na listę konwencji ramsarskiej                                               |
| 7.  |         | Park Narodowy Chaco Parque nacional Chaco                                                         | 1954           | 149,81             | Chaco                                                     | Ostoja ptaków IBA                                                                    |
| 8.  |         | Park Narodowy Ciervo de los Pantanos Parque nacional Ciervo de los Pantanos                       | 2018           | 52                 | Buenos Aires                                              | Ostoja ptaków IBA; wpisany na listę konwencji ramsarskiej                            |
| 9.  |         | Park Narodowy Copo Parque nacional Copo                                                           | 2000           | 1181,18            | Santiago del Estero                                       | Ostoja ptaków IBA                                                                    |
| 10. |         | Park Narodowy El Impenetrable Parque nacional El Impenetrable                                     | 2014           | 1280               | Chaco                                                     | Ostoja ptaków IBA                                                                    |
| 11. |         | Park Narodowy El Leoncito Parque nacional El Leoncito                                             | 2002           | 897,06             | San Juan                                                  | Ostoja ptaków IBA                                                                    |
| 12. |         | Park Narodowy El Palmar Parque nacional El Palmar                                                 | 1965           | 82,13              | Entre Ríos                                                | Ostoja ptaków IBA; obszar wpisany na listę konwencji ramsarskiej                     |
| 13. |         | Park Narodowy El Rey Parque nacional El Rey                                                       | 1948           | 441,62             | Salta                                                     | Ostoja ptaków IBA                                                                    |
| 14. |         | Park Narodowy Iberá Parque nacional Iberá                                                         | 2018           | 1950,94            | Corrientes                                                | Ostoja ptaków IBA; wpisany na listę konwencji ramsarskiej                            |
| 15. |         | Park Narodowy Iguazú Parque nacional Iguazú                                                       | 1934           | 676,2              | Misiones                                                  | Wpisany na listę światowego dziedzictwa UNESCO w 1984 roku.                          |
| 16. |         | Park Narodowy Islas de Santa Fe Parque nacional Islas de Santa Fe                                 | 2010           | 40,96              | Santa Fe                                                  | Wpisany na listę konwencji ramsarskiej                                               |
| 17. |         | Park Narodowy Islote Lobos Parque nacional Islote Lobos                                           | 2022           | 190,79             | Río Negro                                                 | Ostoja ptaków IBA                                                                    |
| 18. |         | Park Narodowy Lago Puelo Parque nacional Lago Puelo                                               | 1971           | 276,74             | Chubut                                                    | Rezerwat biosfery UNESCO                                                             |
| 19. |         | Park Narodowy Laguna Blanca Parque nacional Laguna Blanca                                         | 1945           | 112,5              | Neuquén                                                   | Ostoja ptaków IBA                                                                    |
| 20. |         | Park Narodowy Lanín Parque nacional Lanín                                                         | 1945           | 4120,13            | Neuquén                                                   | Rezerwat biosfery UNESCO, Ostoja ptaków IBA                                          |
| 21. |         | Park Narodowy Lihué Calel Parque nacional Lihué Calel                                             | 1976           | 325,14             | La Pampa                                                  |                                                                                      |
| 22. |         | Park Narodowy Los Alerces Parque nacional Los Alerces                                             | 1945           | 2595,7             | Chubut                                                    | Wpisany na listę światowego dziedzictwa UNESCO w 2017 roku. Rezerwat biosfery UNESCO |
| 23. |         | Park Narodowy Los Arrayanes Parque nacional Los Arrayanes                                         | 1971           | 17,96              | Neuquén                                                   | Rezerwat biosfery UNESCO                                                             |
| 24. |         | Park Narodowy Los Cardones Parque nacional Los Cardones                                           | 1996           | 641,17             | Salta                                                     | Ostoja ptaków IBA                                                                    |
| 25. |         | Park Narodowy Los Glaciares Parque nacional Los Glaciares                                         | 1945           | 7269,27            | Santa Cruz                                                | Wpisany na listę światowego dziedzictwa UNESCO w 1981 roku.                          |
| 26. |         | Park Narodowy Mburucuyá Parque nacional Mburucuyá                                                 | 2002           | 176,82             | Corrientes                                                | Ostoja ptaków IBA                                                                    |
| 27. |         | Park Narodowy Monte León Parque nacional Monte León                                               | 2004           | 621,69             | Santa Cruz                                                |                                                                                      |
| 28. |         | Park Narodowy Nahuel Huapi Parque nacional Nahuel Huapi                                           | 1934           | 7172,61            | Río Negro Neuquén                                         | Rezerwat biosfery UNESCO Ostoja ptaków IBA                                           |
| 29. |         | Park Narodowy Patagonii Parque nacional Patagonia                                                 | 2015           | 1064,24            | Santa Cruz                                                |                                                                                      |
| 30. |         | Park Narodowy Perito Moreno Parque nacional Perito Moreno                                         | 1945           | 1268,3             | Santa Cruz                                                |                                                                                      |
| 31. |         | Park Narodowy Pre-Delta Parque nacional Pre-Delta                                                 | 1992           | 26,08              | Entre Ríos                                                | Wpisany na listę konwencji ramsarskiej                                               |
| 32. |         | Park Narodowy Quebrada del Condorito Parque nacional Quebrada del Condorito                       | 1996           | 373,44             | Córdoba                                                   | Ostoja ptaków IBA                                                                    |
| 33. |         | Park Narodowy Río Pilcomayo Parque nacional Río Pilcomayo                                         | 1951           | 518,89             | Formosa                                                   | Wpisany na listę konwencji ramsarskiej Ostoja ptaków IBA                             |
| 34. |         | Park Narodowy San Guillermo Parque nacional San Guillermo                                         | 1999           | 1660               | San Juan                                                  | Rezerwat biosfery UNESCO                                                             |
| 35. |         | Park Narodowy Sierra de las Quijadas Parque nacional Sierra de las Quijadas                       | 1991           | 735,34             | San Luis                                                  | Wpisany na listę konwencji ramsarskiej                                               |
| 36. |         | Park Narodowy Talampaya Parque nacional Talampaya                                                 | 1997           | 2138               | La Rioja                                                  | Wpisany na listę światowego dziedzictwa UNESCO w 2000 roku.                          |
| 37. |         | Park Narodowy Ziemi Ognistej Parque nacional Tierra del Fuego                                     | 1960           | 689,09             | Ziemia Ognista, Antarktyda i Wyspy Południowego Atlantyku | Ostoja ptaków IBA                                                                    |
| 38. |         | Park Narodowy Traslasierra Parque nacional Traslasierra                                           | 2018           | 440                | Córdoba                                                   |                                                                                      |